# Завадов (Стрыйский район)

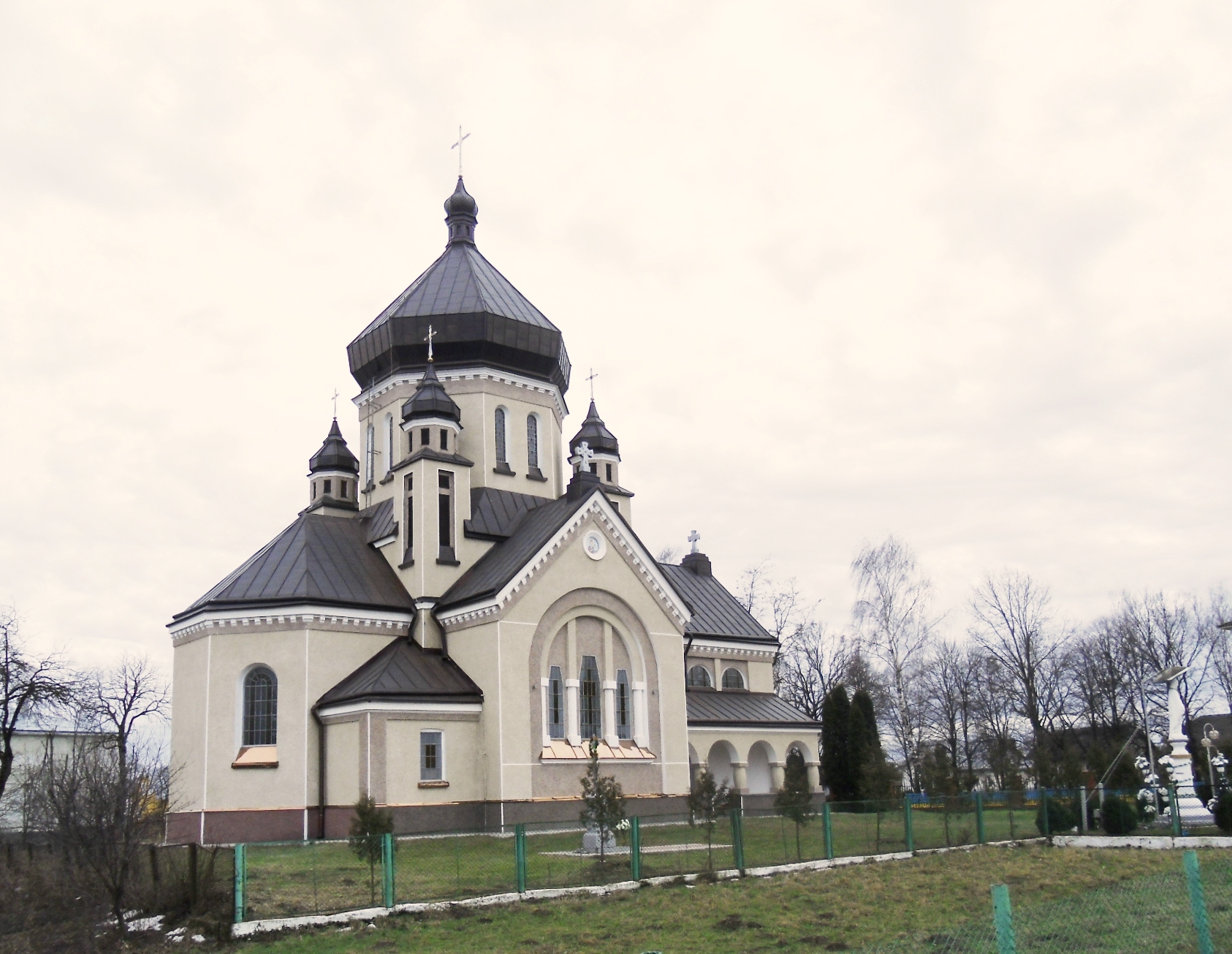
Греко-католическая церковь Михаила Архангела

Завадов (укр. Завадів) — село в Стрыйской городской общине Стрыйского района Львовской области Украины.
Население по переписи 2001 года составляло 1197 человек. Занимает площадь 15,89 км². Почтовый индекс — 82433. Телефонный код — 3245.